# Myzomela sclateri
Myzomela sclateri là một loài chim trong họ Meliphagidae.